# Vân Hùng
Vân Hùng (1937–2000) là nghệ danh một nam kịch sĩ và tài tử điện ảnh Việt Nam.

## Lịch sử
Nghệ sĩ Vân Hùng sinh tháng 08 năm 1937 tại Sài Gòn với nguyên danh Nguyễn Minh Luân. Cùng với những Túy Hoa, Kim Cương, Thẩm Thúy Hằng, Xuân Phát và Túy Hồng. Ông được mệnh danh là một trong những nghệ sĩ góp công lớn định hình bản sắc thoại kịch Nam Kỳ, đặc biệt trong bối cảnh chịu sự bành trướng mãnh liệt của sân khấu cải lương và vị thế vượt hẳn của thoại kịch Bắc Kỳ.
Thập niên 1950–1960–1970
Nghệ sĩ Vân Hùng tham gia biểu diễn văn nghệ từ rất sớm, nhưng trong khi đa số nghệ sĩ Nam Kỳ đương thời đều xuất thân từ nghiệp cải lương hoặc tuồng Hồ Quảng, ông khởi sự với nghề hát tân nhạc. Bấy giờ Vân Hùng đã ăn khách nhờ ngoại hình thanh tú và giọng ca dịu dàng, tuy nhiên chỉ một thời gian không lâu ông đã cảm thấy mình không tiến triển được trong vai trò này.
Theo hồi ức của nghệ sĩ Tùng Lâm, ở thập niên 1950 cho tới đầu những năm 1960, bộ ba Lam Phương – Vân Hùng – Tùng Lâm rất thân thiết không chỉ trong lĩnh vực biểu diễn mà cả sinh hoạt đời thường. Vì mối thân tình này, Vân Hùng bắt đầu tham gia ban kịch Sống của kịch sĩ Túy Hồng – phu nhân nhạc sĩ Lam Phương. Ông thường diễn cặp với nghệ sĩ Thanh Tú. Ngoài ra, Vân Hùng cũng cộng tác với ban Sầm Giang của quái kiệt Trần Văn Trạch và gánh hát Dân Nam của ông bầu Anh Lân, hầu hết ở vị trí tài tử sân khấu. Nhưng vì biết khả năng hát của Vân Hùng, các soạn giả thường khéo cài vào vở diễn những bản tân nhạc để ông có cơ hội thể hiện sở trường, đồng thời khiến cốt kịch mượt mà hơn.
Tuy nhiên, sự nghiệp Vân Hùng đặc biệt thăng hoa khi đóng phim màn ảnh đại vĩ tuyến. Ông thường được báo giới đô thành mệnh danh là "Rock Hudson Việt Nam" khi diễn chung với hàng loạt tuyệt sắc giai nhân Việt Nam Cộng hòa đương thời: Kim Cương, Thanh Nga, Thẩm Thúy Hằng...
Thập niên 1980–1990
Sau ngày đất nước thống nhất, nghệ sĩ Vân Hùng sống khép mình, về sống với gia đình người chị thứ sáu ở chợ Bà Chiểu. Ông từ bỏ điện ảnh và tham gia đóng cặp với kịch sĩ Kim Cương trong các vở ăn khách nhất của đoàn kịch Kim Cương từ trước năm 1975.
Vào năm 2000, ông được phát hiện ung thư phổi, bị biến chứng tắc động mạch gây liệt chân phải, nằm điều trị tại bệnh viện Chợ Rẫy ít lâu thì tạ thế hồi 02 giờ sáng thứ Bảy ngày 18 tháng 11, di cốt ông được nghệ sĩ Kim Cương đưa vào Nhựt Quang tự. Cũng theo lời bà Kim Cương, trước khi nhắm mắt, ông đòi bà hát lại một đoạn trong bài Sắc hoa màu nhớ – ca khúc gắn liền với tên tuổi ông, cũng là kỉ niệm vở kịch rất ăn khách mà hai người diễn chung.

## Sự nghiệp
| “                                                                              | Vân Hùng là một trong hai kịch-sĩ bô trai nhất thời đó (thập niên 60-70), người kia là kịch-sĩ La-Thoại-Tân. Nguyên Vân-Hùng là ca-sĩ tân-nhạc. Ông có giọng ca trầm-ấm rất quyến-rũ, vì vậy trong hầu hết các vở kịch ông đóng, nhất là trên sân-khấu Ban Kim-Cương, soạn-giã thường chêm thêm một vài bài nhạc tình-cảm da-diết cho Vân-Hùng có chổ thi-thố tài ca hát). Sau ngày 30.4.1975 Vân-Hùng u-buồn khuất mình vào bóng tối, ông không còn lòng dạ nào đứng trên sân-khấu để nhục-mạ hình-ảnh người lính Việt-Nam Cộng-Hòa mà ngày xưa ông từng thủ-diễn. Như trong vở kịch của Ban Kịch Sống Túy Hồng, Vân Hùng cùng Thanh Tú đóng vai hai sĩ-quan Nhãy-Dù có một lần trở lại thôn xưa tìm người yêu do Túy-Hồng thủ-diễn. Nàng đã chết, đứa con của hai người được một vị linh-mục nuôi-dưỡng. Vân Hùng diễn quá hay cảnh hai cha con gặp lại nhau dưới mái giáo đường loang-lổ vết chiến-tranh, rồi người lính Dù cắn răng từ giã đứa con còn nhỏ dại lên đường chiến-đấu. Giữ mãi trong lòng hình-ảnh đẹp của những ngày Saigon tự-do trước kia, ông ôm mối tiết-tháo của một người nghệ-sĩ chân-chính trong cảnh nghèo-khó cùng sự quên-lãng của thời-gian và người đời. | ” |
| — Phạm Phong Dinh - Trường Kỳ, Tuyển tập nghệ sĩ số 05, Montreal, Canada, 2001 | |   |

Tân nhạc
- Sắc hoa màu nhớ (Nguyễn Văn Đông sáng tác)

Thoại kịch
- Lá sầu riêng
- Sắc hoa màu nhớ
- Huyền thoại mẹ
- Chồng của vợ tôi

Điện ảnh
- Ông hoàng ốc
- Trương Chi Mỵ Nương
- Áo dòng đẫm máu[5] (1959)... Philípphê Phan Văn Minh
- Người cô đơn (1972)